# Верюжский, Иоанн Петрович
Иоа́нн (Ива́н) Петро́вич Верю́жский (5 (17) мая 1820, село Бестужевское (Бестужево, Верюга), Вельский уезд, Вологодская губерния — 1 (14) января 1907, Санкт-Петербург) — русский православный духовный писатель, агиограф, иерей; в дальнейшем настоятель, архимандрит — Кирилло-Новоезерского монастыря (1886—1901).

## Биография
Родился в семье дьячка Введенской церкви села Верюга. Благодаря чему Иоанн получил топонимическую фамилию — Верюжский. Отец Иоанна умер рано. В 1832 года Иоанн, как сирота, поступил учиться Вельское духовное училище, которое окончил в 1836 году. В этом же году поступил учиться в Вологодскую духовную семинарию, которую окончил 24 сентября 1842 года по первому разряду. 24 сентября 1842 года епископ Вологодский и Великоустюжский Иринарх рукоположил Верюжского в священника, после чего иерей Иоанн был назначен сверхштатным священником церкви Рождества Христова села Шадринское (Шадрино) Вельского уезда. С 16 января 1846 года по 1848 Иоанн был учителем Шадринского сельского училища, где преподавал безвозмездно. 10 октября 1848 из-за жалобы прихожан Верюжского перевели и сделали сверхштатным священником Богоявленской церкви села Пежма Вельского уезда. В 1857 году умерла жена Иоанна и он остался один, воспитывая семь детей; старшей его дочери было 14 лет. В 1860 по 1863 год Иоанн был учителем в Василистовском сельском училище, с 1863 по 1867 год он был катехизатором при Троицком соборе города Вельска. В 1864 году умерла старшая дочь Верюжского от родов. На Иоанна была подана жалоба от прихожан в Вологодскую консисторию о событиях десятилетней давности: Иоанн промедлил и не успел крестить младенца, из-за чего последний умер некрещёным; кроме того, совершил погребение умершей крестьянки, не напутствовав её перед смертью. Рассмотрев жалобу, консистория вынесла решение: «О. Иоанна Верюжского по окончании сельских работ послать в вельский собор на усмотрение в поведении через настоятеля собора… сроком на один месяц». 1 января 1865 года Верюжский написал ходатайство об отмене наказания правящему архиерею Вологодскому и Тотемскому Христофору. Епископ удовлетворил прошение Иоанна. 4 декабря 1867 года Иоанна перевели и сделали вторым штатным священником Троицкой церкви села Верхняя Тойма Сольвычегодского уезда. После прочтения пробных лекций в Вологодском духовном училище Иоанн занял первое место среди трёх кандидатов учительской должности, 18 сентября 1868 года он был назначен священником и пятым наставником Вологодского духовного училища на жалованье. С 14 декабря 1868 года он — учитель латинского языка, с 1869 года Иоанн — преподаватель краткого катехизиса, Священной истории, чтения, пения и чистописания, с 7 июля 1869 он вновь — учитель латинского языка в училище. С 1871 года Верюжский публиковал свои сочинения в «Вологодских губернских ведомостях».
 Во время преподавания в училище Иоанн начал работать над главной своей книгой «Исторические сказания о жизни святых подвизавшихся в Вологодской епархии прославляемых всею церковью и местно чтимых», которая будет издана в 1880 году. Книга была создана по благословению архиепископа Вологодского и Велико-Устюжского Феодосия. Для того чтобы написать сочинение Верюжский ездил по Вологодской епархии, посещал церкви и монастыри, собирая церковные летописи, списки житий, устные предания, сличал и анализировал их. Книгу помогали писать Иоанну младшие дочери, которые переписывали книгу. В 1875 году Верюжский оставил должность учителя и стал приходским священником Вологодской Введенской церкви. В 1882 году Иоанн уехал из Вологды в Санкт-Петербург и поступил в братство Александро-Невской лавры, где принял монашеский постриг с сохранением имени. В 1886 году стал настоятелем Кирилло-Новоезерского монастыря. В конце XIX века архимандрит Иоанн совершил паломничество в Святую землю, после этого, в 1898 году, написал книгу «Девять бесед на Святой земле». В 1901 году архимандрит Иоанн ушёл на покой и вернулся в Александро-Невскую лавру, где жил до своей смерти, до 1 января 1907 года. Он похоронен на Братском участке Никольского кладбища Александро-Невской лавры, могила его сохранилась.

## Семья
- отец — Верюжский Пётр Стефанович, дьячок
- дочь — Верюжская Екатерина Ивановна (1843—1864)
- сын — Верюжский Иннокентий Иванович (род. в 1846), в 1868 окончил землемерно-таксаторский класс
- сын — Верюжский Дмитрий Иванович (1848—16(29).05.1918[1]), до 1872 учился в Медико-хирургической академии, доктор медицины (1875)
- дочь — Верюжская Александра Ивановна (род. в 1850)
- дочь — Верюжская Антонина Ивановна (род. в 1854)
- сын — Верюжский Владимир Иванович (род. в 1855)
- дочь — Верюжская Мария Ивановна (род. в 1857)

## Сочинения
- Слово в день Святого духа / / BEВ («Вологодские епархиальные ведомости»). 1871. № 11. С. 428—439.
- Слово в день празднования Всемилостивому Спасу / / ВЕВ. 1871. № 22, С. 773—781.
- Катихизические поучения о седми святых таинствах православной церкви / [Соч.] Свящ. Иоанна Верюжского. — Вологда : иждивением потомственных почётных гражд. В. В. Пестерева и Н. С. Грудиной, 1874. — [6], 253 с.
- Слово на освящение храма в Заоникиевой пустыни / / ВЕВ. 1878. № 23. С. 360—367.
- Слово на основание храма в Заоникиевой пустыни / / ВЕВ. 1879. № 14. С. 307—314.
- Слово на основание храма в Заоникиевской пустыни июня 23 дня 1879 года / [Соч.] Свящ. Иоанна Верюжского. — Вологда, 1879. — 8 с
- Святой праведный Прокопий Усьянский чудотворец / [Соч.] Свящ. И. Верюжского. — Вологда : тип. В. А. Гудкова-Белякова, 1879. — 25 с. ; 22 см
  - То же — Великий Устюг : тип. насл. А. П. Блинова, 1889. — 27 с. ; 22 см
- Преподобный Игнатий Прилуцкий, в мире князь Иоанн, вологодский чудотворец / [Соч.] свящ. И. Верюжского. — Вологда : тип. В. А. Гудкова-Белякова, 1879. — 20 с. ; 21 см
- Преподобный Леонид Устьнедумский, вологодский чудотворец / [Соч.] свящ. И. Верюжского. — Вологда : тип. В. А. Гудкова-Белякова, 1879. — 14 с. ; 23 см
- Святой праведный Прокопий, христа ради юродивый, Устюжский чудотворец / [Соч.] Свящ. И. Верюжского. — Вологда : тип. В. А. Гудкова-Белякова, 1879. — 27 с. ; 21 см
- Преподобный Феодосий Тотемский, вологодский чудотворец / [Соч.] Свящ. И. Верюжского. — Вологда : тип. В. А. Гудкова-Белякова, 1879. — 34 с. ; 22 см
  - То же — 2-е изд. — Санкт-Петербург : тип. В. А. Гудкова-Белякова, 1883. — 36 с. : фронт. (ил.) ; 22 см
  - То же — 3-е изд. — Санкт-Петербург : Тип. Елеонского и К°, 1889. — 32 с., 1 л. ил. : фронт. (ил.) ; 22 см
  - То же — 5-е изд. — Вологда : Тип. Елеонского и К°, 1896. — 32 с., 1 л. ил. : фронт. (ил.) ; 22 см
- Преподобный Онуфрий Катромский, Вологодский чудотворец / [Соч.] свящ. И. Верюжского. — Вологда : тип. В. А. Гудкова-Белякова, 1879. — 11 с. ; 22 см
- Преподобный Корнилий Комельский, вологодский чудотворец / [Соч.] свящ. И. Верюжского. — Вологда : тип. В. А. Гудкова-Белякова, 1879. — 41 с. ; 22 см
  - То же. — Вологда : тип. В. А. Гудкова-Белякова, 1880. — 38 с. ; 22 см
- Преподобный Герасим, основатель Троицкого Кайсарова монастыря, вологодский чудотворец / [Соч.] Свящ. И. Верюжского. — Вологда, 1879. — [2], 19 с
  - То же. — Киев, 1913. — 22 с., 1 л. ил. ; 22 см
- Преподобный Сергий Нуромский, основатель обители Нуромского монастыря, вологодский чудотворец / [Соч.] свящ. И. Верюжского. — Вологда : тип. В. А. Гудкова-Белякова, 1879. — 15 с. ; 21 см
- Преподобный Григорий Пельшемский, основатель Лопотова монастыря, вологодский чудотворец / [Соч.] свящ. И. Верюжского. — Вологда : тип. В. А. Гудкова-Белякова, 1879. — 22 с. ; 22 см
- Преподобный Иннокентий Комельский, вологодский чудотворец / [Соч.] свящ. И. Верюжского. — Вологда : тип. В. А. Гудкова-Белякова, 1879. — 10 с. ; 21 см
- Преподобный Павел Обнорский, вологодский чудотворец / [Соч.] свящ. И. Верюжского. — Вологда : тип. В. А. Гудкова-Белякова, 1879. — 36 с. ; 23 см
- Преподобный Иосиф Заоникиевский, вологодский чудотворец; [Преподобные Антоний и Иоаникий Заоникиевские] / [Соч.] Свящ. И. Верюжского. — Вологда : тип. В. А. Гудкова-Белякова, 1879. — 24 с. ; 22 см
  - То же — 2-е изд. — Санкт-Петербург : тип. Ф. Елеонского и К°, 1886. — 24 с. ; 22 см
- Преподобный Галактион вологодский чудотворец / [Соч.] Свящ. И. Верюжского. — Вологда : тип. В. А. Гудкова-Белякова, 1879. — 21 с. ; 21 см
- Святый Антоний епископ вологодский и великопармский, вологодский чудотворец / [Соч.] Свящ. И. Верюжского. — Вологда, 1879. — 10 с
- Преподобный Иоасаф Каменский, в мире князь Андрей, вологодский чудотворец / [Соч.] свящ. И. Верюжского. — Вологда : тип. В. А. Гудкова-Белякова, 1879. — 30 с. ; 24 см
- Преподобный Вассиан Тиксненский, вологодский чудотворец / [Соч.] Иером. Иоанна Верюжского. — 2-е изд. — Санкт-Петербург, 1885. — 16 с. : фронт. (ил.) ; 22 см
- Исторические сказания о жизни святых подвизавшихся в Вологодской епархии прославляемых всею церковью и местно чтимых / [Свящ. Иоанн Верюжский]. — Вологда : тип. В. А. Гудкова-Белякова, 1880. — (8), 692, (2), 6 с. ; 25 см
  - То же — [Репр. изд.]. — Вологда : Вологодская епархия, 2009. — [8], 718, [2] с. ; 24 см
- О мощах святых и почитании их / [Вологод. епархии заштат. свящ. Иоанн Верюжский]. — Санкт-Петербург : Косин-Св.-Николаев. монастырь, 1882. — 16 с. ; 22 см
- Письма старца священника к молодому собрату о напутствовании умирающих / [Соч.] Иером. Иоанна Верюжского. — Санкт-Петербург, 1884 (обл. 1885). — 79 с
- Что необходимо знать желающему принять Таинство Крещения / Свящ. Иоанн Верюжский. — М. : Издательство им. свт. Игнатия Ставропольского Приход храма Святого Духа сошествия, 2003. — 78, [1] с. ; 20 см. — Библиогр. в подстроч. прим.
- Преподобный Логгин Коряжемский : Из кн. свящ. Иоанна Верюжского. — Великий Устюг : тип. И. Я. Львова, 1898. — 19 с. ; 19 см
  - То же — 2-е изд. — Великий Устюг : тип. торг. д. Львов и К°, 1903. — 20, III с. ; 17 см
  - То же — 4-е изд. — Великий Устюг, 1916. — 19, III с
- Девять бесед на Святой земле / [Соч.] Архим. о. Иоанна Верюжского. — Санкт-Петербург : тип. В. Киршбаума, 1898. — [2], 78 с., 1 л. ил. ; 19 см
  - То же. — Санкт-Петербург : Православное палестинское общество, [1908]. — [8], 80 с. : ил. ; 19 см
  - То же. — [3-е изд.]. — Санкт-Петербург : Православное палестинск. общество, 1910. -, 80 с. : ил. ; 19 см
- Беседа с русскими богомольцами о земной жизни божией матери и её блаженном успении / [Соч.] Архим. Иоанна Верюжского. — Санкт-Петербург, [1908]. — 20 с
- Преподобный Леонид Устьнедумский, вологодский чудотворец / [Соч.] Свящ. И. Верюжского. — 2-е изд. — Санкт-Петербург : тип. Корпуснова, 1898. — 16 с
- Беседа о Святой земле на Святой земле / [Соч.] Архим. о. Иоанна Верюжского. 1-5. — [Санкт-Петербург] : Православ. Палест. общество, ценз. 1900. — 5 т. ; 18 см
- Слово в неделю православия : [Сказано 5 февр. 1879 г.] / [Соч.] Архим. Иоанна Верюжского. — Санкт-Петербург : тип. Леонтьева, 1902. — 12 с. ; 23 см
- Беседа с русскими богомольцами о крестных страданиях Христа Спасителя и о том, как должно верующему христианину поклоняться св. местам / [Соч.] Архим. Иоанна Верюжского. — Санкт-Петербург, [1908]. — 16 с
- Святый преподобный Симон Воломский / [Соч.] Свящ. И. Верюжского. — 2-е изд. — Великий Устюг, 1890. — 26 с. — (Из полного собрания о жизни святых, подвизавшихся в Вологодской епархии)
- Девять бесед с русскими богомольцами на Святой Земле архимандрита Иоанна Верюжского : Посвящ. 150-летию Рус. Духов. Миссии в Иерусалиме и блажен. памяти её начальника архим. Антонина (Капустина). — М. : ТОО «Рарогъ», Б. г. (1997). — 95,[1] с. : ил.; 21 см; ISBN 5-87372-077-0 : Б. ц.
- Что необходимо знать желающему принять Таинство Крещения / Свящ. Иоанн Верюжский. — М. : Изд-во им. свт. Игнатия Ставропольского Приход храма Святого Духа сошествия, 2003. — 78,[1] с. ; 20 см. — Библиогр. в подстроч. прим.
- Таинство святого Елея : беседы о Таинстве Соборования / Священник Иоанн Верюжский. — М. : Приход храма Святаго Духа сошествия, 2005 (Тип. АО Мол. гвардия). — 28, [2] с. ; 20 см
- То же — Москва : Приход храма Святаго Духа сошествия Сестричество во имя свт. Игнатия Ставропольского, 2009. — 28, [2] с. ; 20 см